# Смерть Тарелкина
«Смерть Таре́лкина» — пьеса Александра Сухово-Кобылина, написанная в 1869 году; жанр пьесы определяют как трагифарс, сам автор назвал её «комедией-шуткой». Является заключительной частью драматургической трилогии «Картины прошедшего», в которую входят также комедия «Свадьба Кречинского» и драма «Дело». Была разрешена царской цензурой к постановке лишь в 1899 году. Литературоведы отмечают в пьесе близость к абсурду Ф. Кафки.

## Действующие лица
- Кандид Касторович Тарелкин и Сила Силыч Копылов — одно лицо.
- Максим Кузьмич Варравин и Капитан Полутатаринов (одно лицо) — одет в военную шинель, носит зеленые очки, опирается на костыль.
- Иван Антонович Расплюев — квартальный надзиратель.
- Антиох Елпидифорыч Ох — частный пристав.
- Мавруша — кухарка.
- Крестьян Крестьянович Унмеглихкейт — доктор.
- Пахомов — дворник.
- Людмила Спиридонова Брандахлыстова — прачка.
- Чибисов, Ибисов и Омега — чиновники.
- Чванкин — помещик.
- Качала и Шатала — мушкатеры богатырских размеров.
- Флегонт Егорыч Попугайчиков — купец.
- Ванечка — сын Расплюева, писарь.
- кредиторы Тарелкина, чиновники, дети Брандахлыстовой.

## Сюжет

### Предыстория
В предыдущей пьесе средней руки судейский чиновник Тарелкин помогает Варравину, своему начальнику, получить крупную взятку, но тот отказывается делиться деньгами.

### Действие первое
Тарелкин инсценирует собственную смерть, чтобы сбежать от кредиторов. Он собирается присвоить себе личность недавно умершего соседа по квартире, Копылова. Тарелкин планирует скрыться и шантажировать Варравина публикацией инкриминирующей переписки, которую ему удалось выкрасть из стола начальника.
Варравин и другие коллеги Тарелкина собираются на квартире усопшего и скидываются по три рубля на похороны. В квартире царит полумрак, в гробу лежит кукла, но разглядеть её не представляется возможным — Тарелкин с помощью Мавруши напихал в гроб гнилой рыбы и подойти желающих не находится. Гроб выносят, его похоронит пристав Расплюев.

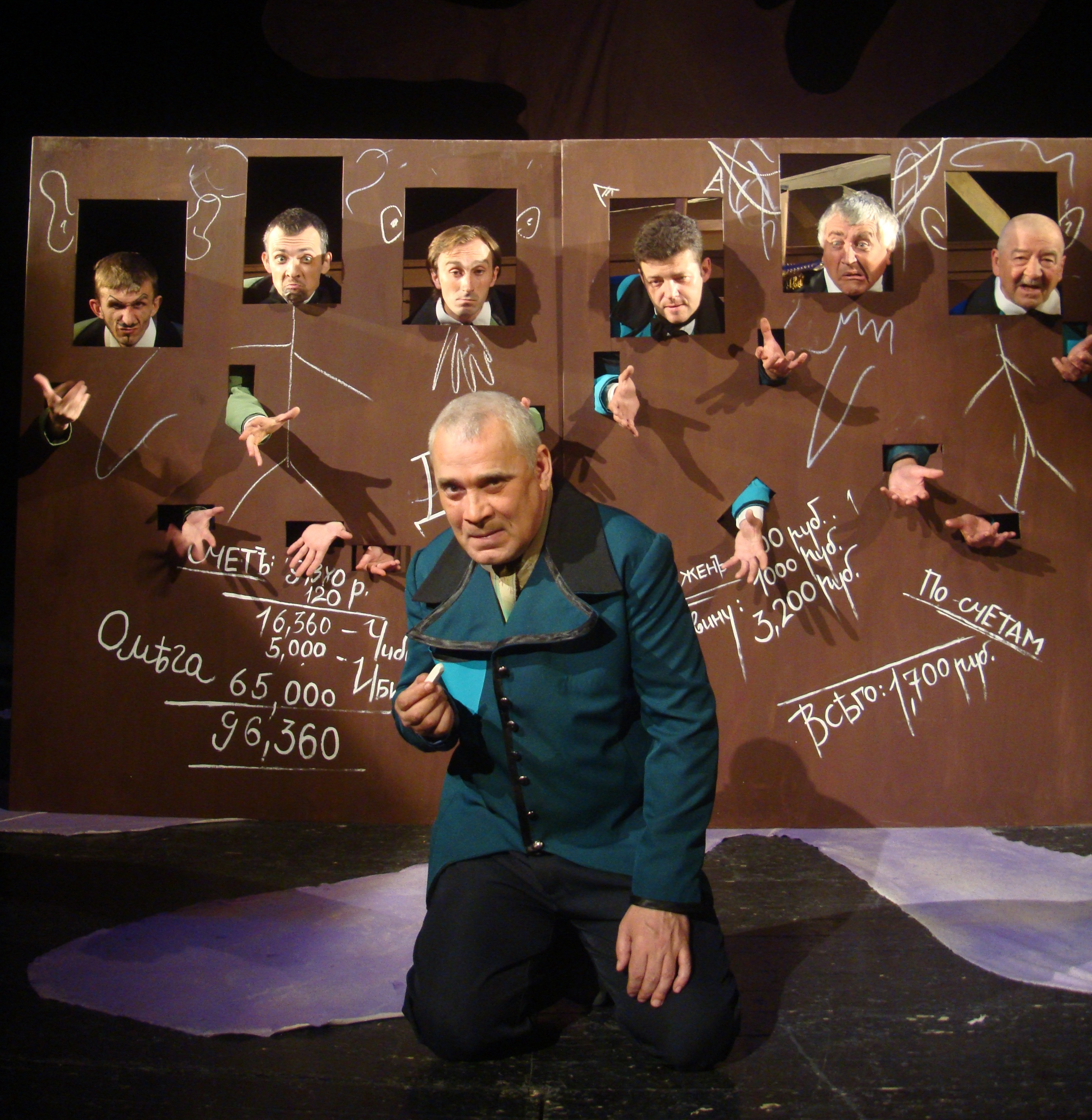
Пьеса в постановке Евгения Тыщука, 2013

### Действие второе
Тарелкин в обличии Копылова и Расплюев пьют водку и поминают усопшего. Входит Людмила Спиридонова. Выясняется, что у Копылова с ней двое детей. Тарелкин выгоняет её вон.
Приходят Варравин в образе Полутатаринова и группа кредиторов, ищут имущество, оставшееся после Тарелкина. Тарелкин-Копылов сообщает, что ничего в доме не осталось и отправляет их в полицию. Варравин остаётся, чтобы найти бумаги. Между Тарелкиным и Варравиным происходит разговор, в котором последний негативно отзывается об «усопшем». Тарелкин обижается, чем и выдаёт себя. Варравин его узнаёт.

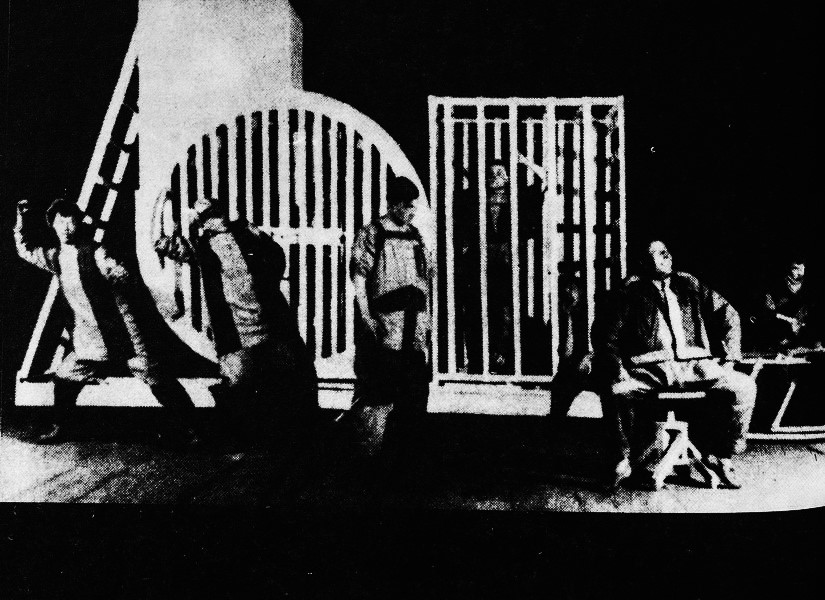
Одна из первых постановок. 1922 год, ГИТИС, постановка Всеволода Мейерхольда.

Появляется полицейский с сообщением, что Копылов умер и требуется описать его имущество. Расплюев удивлён — если Копылов умер, а Тарелкина он похоронил собственноручно, то кто же перед ними? Варравин-Полутатаринов сообщает, что перед ними восставший мертвец, сосущий кровь. Тарелкина скручивают и тащат в полицию.
В полиции их встречает Варравин в своем настоящем облике и сажает Тарелкина в камеру, запретив поить арестанта.

### Действие третье
Расплюева назначают следователем по делу «вурдалака». Приходит врач и сообщает, что арестованному плохо, ему нужна вода. Расплюев и громилы-мускатёры начинают следствие.
Расплюев вызывает Людмилу и допрашивает её по поводу Копылова. В итоге её арестовывают за сожительство с вурдалаком.
Входит помещик Чванкин, который переписывался с Копыловым. Чванкин ведёт себя вызывающе и его арестовывают.
Входит виноторговец Попугайчиков, тоже якобы знавший Копылова. От ареста Попугайчиков откупается сотенной бумажкой.
Вводят дворника, избивают его и допрашивают о Копылове. Следователь Расплюев сообщает залу, что «вот теперь начинает силу чувствовать».
Снова вводят Чванкина, угрожают ему, он подтверждает, что Копылов — вурдалак.
Приходит Варравин, в комнату вносят Тарелкина. Тот готов сознаться в чем угодно, лишь бы получить воды. Варравин требует отдать бумаги, Тарелкин держится, но когда Варравин приносит стакан с водой, сдаётся.
Получив бумаги, Варравин отпускает Тарелкина. Тот собирается уехать в Москву под видом Копылова. В последние минуты пьесы он обращается к зрительскому залу с вопросом — не нужен ли кому управляющий имением.

## Анализ
В заключительной пьесе трилогии автор продолжает начатую Гоголем и Салтыковым-Щедриным тему изобличения глупости, жадности и бюрократии. Вместе с тем «Смерть Тарелкина» заметно более абсурдна, а бюрократия в пьесе даже гротескна. В произведении нет положительных персонажей, цитируя собственно Тарелкина, «нет людей — все демоны».

## Постановки
- 1899 — Первая постановка
- Александринский театр (1917, Российская Империя). Режиссёры — Всеволод Мейерхольд, А. Н. Лаврентьев.
- ГИТИС (1922, СССР). Режиссёр — Всеволод Мейерхольд
- Московский академический театр имени Владимира Маяковского (1966, СССР). Режиссёр - Пётр Фоменко
- БДТ (1983, СССР). Режиссёр — Георгий Товстоногов
- Театр Ленсовета (2002, РФ). Режиссёр — Юрий Бутусов
- Театр Et Cetera (2005, РФ). Режиссёр — Оскар Коршуновас[6]
- Театр Ермоловой (2005, РФ). Режиссёр — Алексей Левинский
- Малый театр (2005, РФ). Режиссёр — Василий Фёдоров
- Киевский театр драмы и комедии на левом берегу Днепра (Украина). Режиссёр — Дмитрий Богомазов
- Закарпатский государственный русский драматический театр (2013, Украина). Режиссёр — Евгений Тыщук
- Приют комедианта (2016, РФ). Режиссёр — Семён Серзин[7]
- Русский академический театр драмы Башкортостана (2019, РФ). Режиссёр — Антон Свит[8]
- Красноярский драматический театр имени А. С. Пушкина (2020, РФ). Режиссёр — Олег Рыбкин
- Новосибирский академический театр "Красный факел" (премьера 8 апреля 2023). Режиссер - Дмитрий Егоров

## Экранизации
- «Смерть Тарелкина» (нем. Tarellkins Tod, 1965, Германия). Режиссёр — Конрад Свинарский.
- «Весёлые расплюевские дни» (1966, СССР). Режиссёры — Эраст Гарин, Хеся Локшина.
- «Смерть Тарелкина» (венг. Ügyes ügyek, 1975, Венгрия). Режиссёр — Габор Варконьи[венг.].
- «Смерть Тарелкина» (2008, Россия). Режиссёр — Василий Фёдоров.